# جیمز مانوس جونیور
جیمز مانوس جونیور (انگلیسی: James Manos Jr.؛ زادهٔ ۱ ژانویهٔ ۲۰۰۰) تهیه‌کننده فیلم، فیلم‌نامه‌نویس، و تهیه‌کننده تلویزیونی اهل ایالات متحده آمریکا است. وی همچنین برندهٔ جوایزی همچون جوایز امی ساعات پربیننده شده‌است.